# Merah Putih (Satellit)
Merah Putih (ursprünglich Telkom 4) ist ein Kommunikationssatellit des indonesischen Unternehmens Telkom Indonesia. Er ist nach der Merah Putih, der Flagge Indonesiens, benannt.
Der Satellit wurde am 7. August 2018 mit einer Falcon-9-Trägerrakete von der Cape Canaveral Air Force Station in eine geostationäre Transferbahn gebracht. Der Start des Satelliten gelang ebenso problemlos wie die Landung der schon beim Start des Satelliten Bangabandhu 1 verwendeten und wiederaufbereiteten ersten Stufe der Rakete auf einem Bergungsschiff im Atlantik, mehr als 650 Kilometer vor der Küste Floridas.
Der dreiachsenstabilisierte Satellit ist mit 60 C-Band Transpondern ausgerüstet und versorgt von der Position 108° Ost aus Indonesien (36 Transponder vorgesehen) und Indien (24 Transponder) mit Telekommunikationsdienstleistungen. Er wurde auf Basis des Satellitenbus SSL-1300 der Space Systems/Loral gebaut und besitzt eine geplante Lebensdauer von 16 Jahren. An der Orbitalposition 108° befand sich zuvor der 1999 gestartete Satellit Telkom 1 stationiert, der 2017 ausgefallen war.